# Khadijetou El Mokhtar
Khadijetou El Mokhtar là một chính trị gia của Cộng hòa Dân chủ Ả Rập Sahrawi đang tranh chấp, người đại diện đặc biệt của lãnh thổ Peru.
Khadijetou El Mokhtar là Chủ tịch Hội Liên hiệp Phụ nữ Sahrawi. Cô được bổ nhiệm làm đại diện đặc biệt của Cộng hòa Dân chủ Ả Rập Sahrawi (Sadr) đoàn ngoại giao đến Peru bởi chủ tịch Brahim Ghali vào ngày 15 tháng năm 2017. El Mokhtar cũng được mô tả là "Đại sứ Mỹ Latinh lưu động" của Sadr. Peru ban đầu công nhận SADR là một tiểu bang vào năm 1984 nhưng đã hủy bỏ sự công nhận đó và đóng băng các mối quan hệ ngoại giao vào năm 1996.
Tổng thống Ghali yêu cầu El Mokhtar tới Peru để bắt đầu đàm phán để khôi phục quan hệ ngoại giao, mà ông đã đồng ý vào tháng 5 năm 2016. Người ta cũng cho rằng cô đi đến đó theo lời mời của thượng viện Peru. El Mokhtar đã liệt kê Peru trên hộ chiếu Tây Ban Nha và thị thực du lịch vì tài liệu SADR của cô không được quốc gia công nhận. Cô đã tham gia vào các cuộc họp chính trị từ ngày 10 tháng 6 đến 18 tháng 7 nhưng khi vào lại Peru vào ngày 9 tháng 9 đã bị từ chối nhập cảnh và bị giam giữ tại Sân bay Quốc tế Lima. Cô đã được thêm vào danh sách những người bị cấm ở Peru, vì các cuộc họp chính trị của cô đã vi phạm các điều khoản của visa du lịch của cô. Cô vẫn ở sân bay, không thể vào nước và không muốn rời đi mặc dù có lời kêu gọi thả cô. El Mokhtar từ chối sẵn sàng rời khỏi SADR và, vào ngày 28 tháng 9, được đưa lên trên một chuyến bay đến Tây Ban Nha trái với ý muốn của cô.